# Polygonum capitatum
Polygonum capitatum é uma espécie de planta com flor pertencente à família Polygonaceae. 
A autoridade científica da espécie é Buch.-Ham. ex D.Don, tendo sido publicada em Prodromus Florae Nepalensis 73. 1825.

## Portugal
Trata-se de uma espécie presente no território português, nomeadamente em Portugal Continental, no Arquipélago dos Açores e no Arquipélago da Madeira.
Em termos de naturalidade é introduzida nas três regiões atrás referidas.

## Protecção
Não se encontra protegida por legislação portuguesa ou da Comunidade Europeia.